# Strada nazionale 30 dello Stelvio
La strada nazionale 30 dello Stelvio era una strada nazionale del Regno d'Italia, che congiungeva il lago di Como all'alta valle dell'Adige, passando per l'omonimo passo.
Venne istituita nel 1923 con il percorso "Innesto con la nazionale 28 sopra Sondrio - Tresenda - Tirano - Bormio - Stelvio - Spondigna - Con diramazione da Tresenda a Edolo".
Nel 1928, in seguito all'istituzione dell'Azienda Autonoma Statale della Strada (AASS) e alla contemporanea ridefinizione della rete stradale nazionale, il suo tracciato costituì il tratto iniziale della strada statale 38 dello Stelvio, mentre la diramazione rappresentò per intero la strada statale 39 del Passo di Aprica.